# Anne Frank: The Whole Story
Anne Frank: The Whole Story är en amerikansk-tjeckisk TV-serie i två delar från år 2001. Serien regisserades av Robert Dornhelm och är baserad på Anne Franks dagbok.

## Handling
Andra världskriget pågår. Nederländerna har ockuperats av Nazityskland och de två judiska familjerna Frank och Van Pels går under jorden för att gömma sig undan nazisterna. De gömmer sig i ett rum ovanför en fabrik och de får inte gå ut. De måste smyga omkring och viska, eftersom minsta ljud kan uppfattas av fabriksarbetarna.
Det enda de kan göra är att invänta krigets slut och de följer alla händelser via nyhetssändningar på radion. Mitt i allt detta sitter Anne Frank och för dagbok och berättar om hur de har det.

## Om serien
Ursprungligen var det tänkt att Steven Spielberg skulle vara exekutiv producent. Men Spielberg hade fått ett brev från släktingar till Anne Frank, och de bad honom att ta avstånd från serien eftersom vissa delar av den inte stämmer överens med verkligheten. Spielberg avböjde erbjudandet om att arbeta med filmen.

## Rollista i urval
- Hannah Taylor-Gordon – Anne Frank
- Ben Kingsley – Otto Frank
- Brenda Blethyn – Auguste van Pels
- Tatjana Blacher – Edith Frank
- Jessica Manley – Margot Frank
- Nicholas Audsley – Peter van Pels
- Jan Niklas – Fritz Pfeffer
- Lili Taylor – Miep Gies
- Rob Das – Jan Gies
- Peter Bolhuis – Victor Kugler